# Мохаммад Сіддікі Хан Канджу
Мохаммед Сиддік Хан Канджу (1952, село Аліпур Канджу, штат Кахрор Пакка — 28 липня 2001, Кахрорі Пакка, округ Лодгран в провінції Пенджаб, Пакистан) — був пакистанським політиком і державним міністром закордонних справ.

## Життєпис
Канджу здобув початкову освіту в державній школі Садік в Бахавальпурі, після її закінчення він вступив до Університетського коледжу, штат Лахор де вивчав англійську літературу. Потім пішов до університету в Пенджабі, штат Лахор і здобув ступінь бакалавра.
Отримавши юридичну освіту, він вирішив розпочати політичну кар'єру з рідного округу Кахрор Пакка. На загальних виборах 1977 року він балотувався до Тимчасової асамблеї, але вибори були відкладені. Знову в 1985 році він став депутатом Національної Асамблеї з безпартійних виборів і обіймав посаду Парламентського секретаря сільського господарства. Уряд було розпущено в 1988 році, і його призначили міністром освіти.
Під час першого уряду Беназіра Бхутто Канджу вперше увійшов до складу опозиції на чолі з Навазом Шарифом. На загальних виборах 1990 року Канджу втретє обраний депутатом Національних зборів від Лодхрану, і за бажанням свого друга і наставника Хаміда Раза Гілані приєднався до кабінету міністрів Наваз Шаріф на посаду державного міністра закордонних справ (1990—1993).
На Загальних виборах 1993 року Канджу, на яких перемогла Мусульманська ліга, втратив місце в Національній Асамблеї від району Лодран. Він повідомив, що його невдача пов'язана з великими поїздками на посаді державного міністра та його відсутністю на виборчому окрузі. У період 1993—1996 рр. Канджу проводив більшу частину свого часу в Лодграні. Він знову був обраний депутатом Національної Асамблеї за мандатом Ліги мусульман. Знову він увійшов до складу кабінету Наваза Шаріфа, як державний міністр закордонних справ, і обіймав цю посаду, поки уряд Мусульманської ліги не був розпущений військовим переворотом 1999 року.
Коли Наваз Шаріф покинув країну, Сіддік Канджу зі своєю групою членів приєднався до нової фракції Мусульманської ліги, яку очолив Чадрі Шуджат Хуссейн, колишній міністр внутрішніх справ при Навазі Шаріф, та Міан Ажар, який був колишнім губернатором Пенджабу.
Під час виборів до місцевого самоврядування 2001 р. Канджу вкотре активно розпочав кампанію у своєму виборчому окрузі. 28 липня, коли він відвідував виборців у місті Кахрор Пакка, його застрелили. Місце, де помер Канджу, було тим самим, де він розпочав свою кар'єру в політиці.
Сиддік Канджу помер у віці 49 років. У його похованні взяли участь тисячі людей. Пакистанська громадськість засудила це вбивство, а президент Первез Мушарраф сказав, що це була велика втрата.
Пізніше у 2002 році поліція заарештувала двох вбивць.